# انتخابات مجلس خبرگان رهبری (۱۳۶۱)
انتخابات اولین دوره مجلس خبرگان رهبری هم‌زمان با انتخابات میان‌دوره‌ای مجلس شورای اسلامی در ۱۹ آذر ۱۳۶۱ برگزار شد. ثبت نام داوطلبان از ۱۶ آبان‌ماه آغاز شده و با دو بار تمدید مهلت ثبت نام، اوایل آذرماه به پایان رسیده بود. در پایان مهلت قانونی، ۱۶۸ نفر برای شرکت در رقابت‌های انتخاباتی ثبت نام کرده بودند که از این تعداد، ۱۲ نفر رد صلاحیت شدند. بر اساس نتایج حاصله که یک هفته بعد به صورت کامل مشخص شد در مجموع ۱۸٬۱۴۰٬۹۸۵ نفر در این انتخابات شرکت کردند. بر اساس آرای مردم ۷۶ نماینده تعیین شدند و در شش حوزه انتخابیه، جریان انتخابات به دور دوم کشیده شد و در دور دوم نیز ۷ نفر انتخاب شدند.

## شرایط صلاحیت کاندیداها
قانون اساسی به صراحت شرایط نمایندگان مجلس خبرگان رهبری را بیان نکرده‌است و تعیین آن را مطابق اصل ۱۰۸ قانون اساسی برای نخستین دوره به فقهای شورای نگهبان و پس از آن به خود مجلس خبرگان رهبری واگذار کرده‌است. جامعه مدرسین حوزه علمیه قم در نخستین جلسه خود، بررسی شرایط و خصوصیات نمایندگی مجلس خبرگان را در دستور کار خود قرار داد. در این جلسه، پس از بحث‌های فراوان در مورد مشخصات نمایندگان خبرگان، تصویب شد که انتخاب شوندگان لازم است معتقد به جمهوری اسلامی و ولایت فقیه و رهبری فقیه باشند و نیز لازم است لااقل چهل سال داشته باشند و نیز لازم است مجتهد باشند یعنی قدرت بر استنباط مقدار معتنابهی از مسائل فقه داشته باشند. به‌طور کلی در قانون انتخابات مجلس خبرگان شرایطی به شرح زیر آمده‌است:
- اشتهار به دیانت و وثوق و شایستگی اخلاقی
- اجتهاد در حدی که قدرت استنباط بعضی مسائل فقهی را داشته باشد و بتواند ولی فقیه واجد شرایط رهبری، را تشخیص دهد.
- بینش سیاسی و اجتماعی و آشنایی با مسائل روز
- معتقد بودن به نظام جمهوری اسلامی ایران
- نداشتن سوابق سوء سیاسی و اجتماعی

## تشکیل فهرست‌های انتخاباتی

نتایج انتخابات در حوزه تهران

با تصویب شرایط اولیه نمایندگان خبرگان، جلسه‌ای با شرکت سران جامعه روحانیت مبارز و جامعه مدرسین حوزه علمیه قم و حزب جمهوری اسلامی در تهران تشکیل شد و مقرر گردید اعضای جامعه مدرسین حوزه علمیه قم برای ملاقات با آقایان خامنه‌ای و هاشمی به تهران بروند. چندی بعد هاشمی رفسنجانی رسماً اعلام کرد از آنجا که معرفی خبرگان یک کار تخصصی روحانیت است، حزب جمهوری اسلامی کاندیدای مشخصی را برای مجلس خبرگان رهبری تعیین نکرده‌است. بدین ترتیب کار انتخاب و معرفی کاندیداهای شایسته بر عهده جامعه مدرسین حوزه علمیه قم و جامعه روحانیت مبارز تهران گذاشته شد. جلسات مشترک نمایندگان دو جامعه کار خود را آغاز کرد و پس از چند جلسه بحث و تبادل نظر و نیز تحقیق و بررسی در مورد کاندیداها، نقطه‌نظر نهایی خود را روز شنبه ۸ آبان ماه ۱۳۶۱ مطرح کردد. در این جلسه در مورد تمام شهرستان‌ها به جمع‌بندی رسیده و تصویب می‌گردد که جامعه مدرسین دربارهٔ کاندیداهای تهران هیچگونه دخالتی نکند.
سرانجام جامعه مدرسین در تاریخ ۲ آذر ماه ۱۳۶۱ اسامی نامزدهای خود را در ۲۴ استان برای مجلس خبرگان اعلام کرد. در میان این ۷۱ نفر، نام ۳۱ نفر اعضای جامعه روحانیت نیز به چشم می‌خورد. چندی بعد نیز جامعه روحانیت مبارز اسامی ۷۹ نفر کاندیدای خود را در ۲۳ استان معرفی کرد. اسامی کاندیداهای جامعه مدرسین و روحانیت مبارز برای انتخابات، در ۱۴ مورد اختلاف داشته و در ۶۵ مورد مشترک بود.

## نتیجه انتخابات

### حوزه انتخابیه استان تهران
در استان تهران به عنوان مهم‌ترین و پرنماینده‌ترین استان در میان ۲۴ استان کشور، از مجموع ۳٬۱۸۹٬۵۳۰ رأی مأخوذه، ۱۳ نفر کاندیدای مشترک جامعتین شامل سید علی خامنه‌ای، اکبر هاشمی رفسنجانی، عبدالکریم موسوی اردبیلی، علی مشکینی، محمد امامی کاشانی، محمد محمدی گیلانی، یوسف صانعی، محمدباقر باقری کنی، محمدباقر اسدی خوانساری، غلامرضا رضوانی، احمد آذری قمی، سید هادی خسروشاهی و حسین راستی حائز اکثریت آرا شدند و انتخاب نفر چهاردهم حوزه انتخابیه استان تهران از میان دو کاندیدا به نام‌های صادق خلخالی و سید مجید مهاجری ایروانی (مورد حمایت جامعه روحانیت مبارز و حزب جمهوری اسلامی) به دور دوم کشیده شد.
| نتایج انتخابات مجلس خبرگان رهبری (۱۳۶۱) در استان تهران | نتایج انتخابات مجلس خبرگان رهبری (۱۳۶۱) در استان تهران | نتایج انتخابات مجلس خبرگان رهبری (۱۳۶۱) در استان تهران | نتایج انتخابات مجلس خبرگان رهبری (۱۳۶۱) در استان تهران | نتایج انتخابات مجلس خبرگان رهبری (۱۳۶۱) در استان تهران | نتایج انتخابات مجلس خبرگان رهبری (۱۳۶۱) در استان تهران | نتایج انتخابات مجلس خبرگان رهبری (۱۳۶۱) در استان تهران | نتایج انتخابات مجلس خبرگان رهبری (۱۳۶۱) در استان تهران | نتایج انتخابات مجلس خبرگان رهبری (۱۳۶۱) در استان تهران | نتایج انتخابات مجلس خبرگان رهبری (۱۳۶۱) در استان تهران | نتایج انتخابات مجلس خبرگان رهبری (۱۳۶۱) در استان تهران | نتایج انتخابات مجلس خبرگان رهبری (۱۳۶۱) در استان تهران | نتایج انتخابات مجلس خبرگان رهبری (۱۳۶۱) در استان تهران |
| ر                                                      | کاندیدا                                                | لیست‌های انتخاباتی                                      | لیست‌های انتخاباتی                                      | لیست‌های انتخاباتی                                      | رأی                                                    | ٪                                                      | راهیابی                                                |                                                        |                                                        |                                                        |                                                        |                                                        |
| ر                                                      | کاندیدا                                                | مبارز                                                  | مدرسین                                                 | دفتر                                                   | رأی                                                    | ٪                                                      | راهیابی                                                |                                                        |                                                        |                                                        |                                                        |                                                        |
| ------------------------------------------------------ | ------------------------------------------------------ | ------------------------------------------------------ | ------------------------------------------------------ | ------------------------------------------------------ | ------------------------------------------------------ | ------------------------------------------------------ | ------------------------------------------------------ | ------------------------------------------------------ | ------------------------------------------------------ | ------------------------------------------------------ | ------------------------------------------------------ | ------------------------------------------------------ |
| ۱                                                      | سید علی خامنه‌ای                                        | Yes                                                    | Yes                                                    | Yes                                                    | ۲٬۸۰۰٬۳۵۳                                              | ۸۷٫۸۰٪                                                 | آری                                                    |                                                        |                                                        |                                                        |                                                        |                                                        |
| ۲                                                      | اکبر هاشمی رفسنجانی                                    | Yes                                                    | Yes                                                    | Yes                                                    | ۲٬۶۷۵٬۰۰۸                                              | ۸۳٫۸۷٪                                                 | آری                                                    |                                                        |                                                        |                                                        |                                                        |                                                        |
| ۳                                                      | سید عبدالکریم موسوی اردبیلی                            | Yes                                                    | Yes                                                    | Yes                                                    | ۲٬۴۵۷٬۸۹۰                                              | ۷۷٫۰۶٪                                                 | آری                                                    |                                                        |                                                        |                                                        |                                                        |                                                        |
| ۴                                                      | علی مشکینی                                             | Yes                                                    | Yes                                                    | Yes                                                    | ۲٬۴۱۴٬۲۴۷                                              | ۷۵٫۶۹٪                                                 | آری                                                    |                                                        |                                                        |                                                        |                                                        |                                                        |
| ۵                                                      | محمد امامی کاشانی                                      | Yes                                                    | Yes                                                    | Yes                                                    | ۲٬۳۴۶٬۸۶۵                                              | ۷۳٫۵۸٪                                                 | آری                                                    |                                                        |                                                        |                                                        |                                                        |                                                        |
| ۶                                                      | محمد محمدی گیلانی                                      | Yes                                                    | Yes                                                    | Yes                                                    | ۲٬۱۲۹٬۵۶۲                                              | ۶۶٫۷۷٪                                                 | آری                                                    |                                                        |                                                        |                                                        |                                                        |                                                        |
| ۷                                                      | یوسف صانعی                                             | Yes                                                    | Yes                                                    | Yes                                                    | ۲٬۰۷۳٬۵۷۲                                              | ۶۵٫۰۱٪                                                 | آری                                                    |                                                        |                                                        |                                                        |                                                        |                                                        |
| ۸                                                      | محمدباقر باقری کنی                                     | Yes                                                    | Yes                                                    | Yes                                                    | ۲٬۰۲۶٬۲۸۴                                              | ۶۳٫۵۳٪                                                 | آری                                                    |                                                        |                                                        |                                                        |                                                        |                                                        |
| ۹                                                      | محمدباقر اسدی خوانساری                                 | Yes                                                    | Yes                                                    | Yes                                                    | ۱٬۹۶۵٬۸۳۱                                              | ۶۱٫۶۳٪                                                 | آری                                                    |                                                        |                                                        |                                                        |                                                        |                                                        |
| ۱۰                                                     | غلامرضا رضوانی                                         | Yes                                                    | Yes                                                    | Yes                                                    | ۱٬۹۳۹٬۷۲۵                                              | ۶۰٫۸۱٪                                                 | آری                                                    |                                                        |                                                        |                                                        |                                                        |                                                        |
| ۱۱                                                     | احمد آذری قمی                                          | Yes                                                    | Yes                                                    | Yes                                                    | ۱٬۹۱۵٬۸۵۲                                              | ۶۰٫۰۷٪                                                 | آری                                                    |                                                        |                                                        |                                                        |                                                        |                                                        |
| ۱۲                                                     | سید هادی خسروشاهی                                      | Yes                                                    | Yes                                                    | Red X                                                  | ۱٬۷۴۳٬۵۲۱                                              | ۵۴٫۶۶٪                                                 | آری                                                    |                                                        |                                                        |                                                        |                                                        |                                                        |
| ۱۳                                                     | حسین راستی کاشانی                                      | Yes                                                    | Yes                                                    | Yes                                                    | ۱٬۷۲۱٬۲۱۰                                              | ۵۳٫۹۶٪                                                 | آری                                                    |                                                        |                                                        |                                                        |                                                        |                                                        |
| ۱۴                                                     | سید مجید مهاجری ایروانی                                | Yes                                                    | Yes                                                    | Yes                                                    | ۱٬۵۸۵٬۶۶۲                                              | ۴۹٫۷۱٪                                                 | دور دوم                                                |                                                        |                                                        |                                                        |                                                        |                                                        |
| ۱۵                                                     | صادق خلخالی                                            | Red X                                                  | Red X                                                  | Red X                                                  | ۱٬۰۴۸٬۲۸۴                                              | ۳۲٫۸۷٪                                                 | دور دوم                                                |                                                        |                                                        |                                                        |                                                        |                                                        |
| ۱۶                                                     | محمد محمدی ری‌شهری                                      | Red X                                                  | Red X                                                  | Yes                                                    | ۹۰۰٬۵۵۶                                                | ۴۹٫۷۱٪                                                 | نه                                                     |                                                        |                                                        |                                                        |                                                        |                                                        |
| ۱۷                                                     | غلامحسین حقی                                           | Red X                                                  | Red X                                                  | Red X                                                  | ۲۹۸٬۷۵۴                                                | ۳۲٫۸۷٪                                                 | نه                                                     |                                                        |                                                        |                                                        |                                                        |                                                        |
| آرای باطله                                             | آرای باطله                                             | آرای باطله                                             | آرای باطله                                             | آرای باطله                                             | ۱۲۶٬۱۱۲                                                | ۳٫۹۵٪                                                  |                                                        |                                                        |                                                        |                                                        |                                                        |                                                        |
| مجموع آرای مأخوذه                                      | مجموع آرای مأخوذه                                      | مجموع آرای مأخوذه                                      | مجموع آرای مأخوذه                                      | مجموع آرای مأخوذه                                      | ۳٬۱۸۹٬۵۳۰                                              | ۳٬۱۸۹٬۵۳۰                                              |                                                        |                                                        |                                                        |                                                        |                                                        |                                                        |
| یادداشت: 1.                                            |                                                        |                                                        |                                                        |                                                        |                                                        |                                                        |                                                        |                                                        |                                                        |                                                        |                                                        |                                                        |
| منبع: مشرق نیوز                                        |                                                        |                                                        |                                                        |                                                        |                                                        |                                                        |                                                        |                                                        |                                                        |                                                        |                                                        |                                                        |

پس از تشکیل اولین دوره مجلس خبرگان رهبری در سال ۱۳۶۲، آیت‌الله مشکینی با ۴۵ رأی از ۶۴ رأی به ریاست مجلس خبرگان انتخاب شد. دیگر نامزدهای ریاست، آیت‌الله آذری قمی ۱۳ رأی و آیت‌الله خزعلی ۶ رأی کسب کردند. آیت‌الله هاشمی رفسنجانی با ۳۸ رأی نایب‌رئیس شد و دیگر نامزدهای نیابت آیت‌الله ربانی املشی ۲۱ رأی و آیت‌الله صانعی ۵ رأی کسب کردند. این نتایج در حالی به دست آمد که جامعه مدرسین قم، آذری قمی را برای ریاست خبرگان و ربانی املشی را برای نیابت کاندیدا کرده بود که هیچ‌یک رأی نیاوردند.